# Ferrari: The Race Experience
Ferrari: The Race Experience è un simulatore di guida realizzato dalla System 3 nel 2010 per PlayStation 3 e Nintendo Wii.

## Modalità di gioco
Il simulatore offre la possibilità di competere in gare monomarca basate su 34 diverse vetture della Ferrari in 17 diversi circuiti internazionali. Non sono stati inseriti elementi arcade per rendere l'esperienza di guida più realistica possibile.
Le diverse vetture non possono essere configurate al livello tecnico, ma possono essere modificate solamente per quanto concerne la livrea della carrozzeria, modificabile tramite un apposito editor.
In single player, viene offerta la possibilità, per apprendere al meglio la guida di una vettura, di sostenere un esame di guida presso il circuito di Fiorano con Tiff Needell a fare da istruttore.  Le altre modalità di gioco sono gara rapida, prova a tempo, Arcade (che consiste nel partecipare alle gare con un tempo limite entro cui arrivare almeno in terza posizione per sbloccare il percorso successivo), Trofeo (costituito da 34 mini tornei) e Carriera. Correndo in queste varie modalità, si sbloccheranno le 'Challenge Card', delle carte con al di sopra le schede tecniche delle vetture della casa automobilistica italiana. Queste ultime verranno poi impiegate in un minigioco in cui bisognerà scegliere un parametro, il quale verrà confrontato con la carta selezionata della CPU. In caso di dato migliore (auto più antica, più potente, meno pesante o con più valore) viene assegnato o tolto un punto fino ad arrivare a 0 e cedere così il mazzo intero all'avversario.
La modalità on-line può ospitare competizioni fino a 16 giocatori.

## Accoglienza
Il gioco è stato giudicato positivamente dalla critica per quanto riguarda la realizzazione grafica, quella sonora e quella concernente l'I.A., anche se sono stati evidenziati alcuni problemi riguardanti il pop up e la mancanza di un adeguato numero di poligoni per la realizzazione di vetture e tracciati.